# Goemon Ishikawa XIII
Goemon Ishikawa XIII (十三代目石川五右衛門?, Jūsandaime Ishikawa Goemon) è un personaggio immaginario, creato dal mangaka giapponese Monkey Punch, protagonista di numerosi manga ed anime basati sulle imprese del ladro Lupin III. È famoso per la sua personalità reticente unita all'abilità nelle arti marziali e nella scherma, in particolare nell'uso della sua spada Ryusei (流星), conosciuta nell'anime come Zantetsuken (斬鉄剣).
È il tredicesimo discendente di una famiglia di ladri giapponesi, il cui capostipite è il leggendario Ishikawa Goemon.

## Personaggio
Goemon è il ritratto del perfetto samurai, animato da un profondo senso dell'onore e che segue un austero stile di vita, apparentemente insensibile al fascino femminile (ma anche lui, come Jigen, non ne è del tutto immune). Rispetto a Daisuke Jigen appare molto più schivo ed estraneo alla banda di Arsenio Lupin III; tuttavia il suo aiuto si è rivelato più volte fondamentale per Lupin, per il quale prova grande rispetto che più avanti diventerà grande amicizia, in quanto ammira il coraggio del ladro gentiluomo. Infatti, quando credeva che Kyosuke Mamō avesse ucciso Lupin, era disposto a vendicare la sua morte a costo della sua stessa vita.
Da buon guerriero, è di religione shintoista (ma si interessa anche alla disciplina spirituale buddista, come ha dimostrato in molte occasioni), non uccide mai un avversario senza un valido motivo (preferisce inabilitarli), ascolta soltanto musica tradizionale giapponese, veste abiti tradizionali e si ciba solo di alimenti tipici della cucina del paese del Sol Levante, preferendo il sakè al vino. Di solito è di carattere calmo, riflessivo e di poche parole, e ha un estremo orgoglio per le sue capacità e prova estrema vergogna o rimorso quando non porta a termine un compito o la sua Zantetsuken viene rotta o usata per qualcosa di indegno. Sebbene Goemon sia tradizionalmente senza paura in battaglia, mostra una timidezza infantile quando si confronta con donne attraenti. La sua reazione alla vista di una donna in abiti succinti è distogliere lo sguardo e arrossire; questo imbarazzo viene tipicamente eseguito anche quando è in compagnia di donne per le quali ha un interesse romantico, come Murasaki Suminawa, la sua fidanzata in La cospirazione dei Fuma. Il suo passatempo più frequente è la meditazione, di solito seduto con le gambe incrociate e gli occhi chiusi. Il suo senso dell'onore viene provato nel momento in cui Lupin aiuta un vecchio ladro morente a completare la sua ultima opera: Goemon è disposto ad aiutare Lupin senza esitazione, mentre Jigen si rifiuta di lavorare senza paga.
Nella serie anime spin-off (che precede gli eventi della prima serie) Goemon si presenta come un ladro principiante, ma già abilissimo come spadaccino e il samurai che conosciamo già, anche se più emotivo e sensibile al fascino femminile; in questa serie interagisce con Fujiko Mine sin dal suo debutto (nel terzo episodio) e si prende spesso cura di lei, vedendo il lato positivo del carattere della ladra. In questa serie non incontra mai Lupin e combatte con Jigen senza vederlo in faccia; questi fatti rispettano i tempi in cui i due ladri e lo stesso Goemon si conoscono nel quinto episodio della prima serie.
Dalla prima serie Goemon non si fida di Fujiko Mine per la sua tendenza a tradire e molte volte prova a dissuadere Lupin nell'ascoltare Fujiko, mentre Lupin, affascinato dalla bellezza di Fujiko lo ignora, causando spesso l'esasperazione di Goemon che deve poi tirarlo fuori dai guai.
Il suo maestro e mentore è stato Momochi Sandayu, il quale, dopo aver in un primo momento ordinato a Goemon di uccidere Lupin, premedita l'assassinio di entrambi. Momochi morirà per mano dello stesso Lupin. Goemon fa la sua prima apparizione nell'anime nella quinta puntata della prima serie cercando di uccidere Lupin e riappare nella settima puntata dove comincia a rispettare Lupin; a fine episodio, diventa membro ufficiale della banda di ladri capeggiata da Lupin.
Goemon si veste con una hakama bianca e un yukata azzurro, con sandali abbinati e un cappello a cono di paglia, e preferisce tenere lunghi i suoi capelli neri.
Nel manga originale, Goemon appare per la prima volta come un nemico molto pericoloso di Lupin nel capitolo 28 "L'apparizione di Goemon" (五右ェ門登場, Goemon Tōjō). Lupin tenta di rubare la formula alchemica del maestro di Goemon per le lame impenetrabili della spada attraverso l'infiltrazione del clan di Goemon, ma la sua copertura viene scoperta da Fujiko Mine, che all'epoca è la fidanzata di Goemon. Goemon cerca di uccidere Lupin nelle prossime puntate, facendo tentativi che vanno dall'assumere assassini abili come Actarus Jigense stesso, ad entrare al servizio di tre maestri di arti marziali, a piazzare bombe negli averi di Lupin. Tuttavia, in seguito decide che potrebbe imparare di più lavorando per Lupin che contro di lui, e cambia piuttosto bruscamente la sua fedeltà. La sua posizione al fianco di Lupin è cementata quando Lupin rovina il caso del governo contro l'uomo che ha ucciso lo zio di Goemon, permettendo a Goemon di vendicarsi brutalmente e pubblicamente come vuole senza dover entrare in prigione per farlo.
Per gli eventi della seconda serie manga, Lupin si fida implicitamente di Goemon e Goemon ricambia. Quando un rivale di Lupin cattura e tortura orribilmente Goemon, Goemon si rifiuta persino di rispondere al suo interrogatorio, tranne per dire che Lupin lo avrebbe trovato e gli avrebbe permesso di vendicarsi. Lupin quindi cattura e seduce la moglie del suo rivale e usa le informazioni raccolte per salvare Goemon, che uccide il suo rapitore con l'aiuto di Jigen.

## Abilità
Goemon è un eccellente spadaccino, esperto anche di diverse armi bianche ed è un maestro di numerose arti marziali giapponesi, in particolare kenjutsu, karate, jujutsu, aikidō e iaidō; quest'ultima è una tecnica di scherma che consiste nel portare fendenti nel momento stesso in cui la spada viene sfoderata, per sfruttarne al meglio lo slancio. La sua rapidità quasi sovrumana gli permette di maneggiare la sua spada allo scopo di respingere le pallottole (o altre armi) puntate contro di lui, tagliandole a metà. Usando la spada, può tagliare qualsiasi oggetto. La sua precisione gli permette persino di tagliare gli indumenti di chiunque senza fargli neanche un graffio.
Forte, agile e veloce, può facilmente sconfiggere diversi avversari in combattimenti e prendere una freccia o un pugnale lanciato a mani nude.
Goemon, come tutta la banda di Lupin, è anche talentuoso nel travestimento e nelle imitazioni, parla diverse lingue ed è un pilota addestrato, anche se preferisce essere un passeggero piuttosto che prendere il posto di guida.

## Zantetsu-ken
(Goemon, dopo aver tagliato in due un fulmine con la zantetsu-ken, nello special Lupin III - Episodio: 0)
La sua arma, una katana shirasaya chiamata nella serie animata zantetsu-ken (斬鉄剣?, zan tetsu ken) nagareboshi è capace di tagliare qualunque oggetto (compresi edifici a più piani) grazie al materiale di cui è composta. In un episodio è rivelato dallo stesso Goemon che uno dei pochissimi materiali resistenti alla spada è il morbido konnyaku, tipica pietanza giapponese fatta con il glutine del tubero "konnyaku imo". Goemon se ne ricorderà in un episodio in cui gli viene sottratta la spada e usata contro di lui: lui e i suoi amici prepareranno tale cibo e lo spennelleranno su un aereo, che la spada non riuscirà a scalfire. Quel metallo ha dimostrato di conferire molteplici qualità alla spada: la rende virtualmente indistruttibile, resistente al punto da uscire dai combattimenti senza neanche un graffio; Goemon racconta che la spada fu creata dalla combinazione di tre potenti katane, ossia la Kotetsu, la Yoshikane e la Masamune, e per ricreare questa lega metallica occorrono le tre pergamene che racchiudono le istruzioni per ricostruire le stesse tre leghe di metallo delle rispettive spade. La spada, inoltre, ogni 300 anni deve essere sottoposta ad un rito di "incontro" con la sua controparte femminile in possesso di Nidaemon: ciò permette alla Zantetsu-ken di mantenere i propri poteri. In una puntata viene rivelato che una delle sue peculiarità è che, per ragioni ignote, la lama si mantiene ad una temperatura insolitamente alta. Nel film Lupin III - The First viene rivelato da Zenigata che la zantetsu-ken è una spada Ryusei, cioè una di quelle spade forgiate con un minerale estratto dai meteoriti. Infine, viene fatto un accenno al padre di Lupin, il quale sembra che fosse in possesso di un coltello con le stesse caratteristiche della katana di Goemon.

## Creazione
Goemon è l'unico personaggio non presente fin dall'inizio della serie. Monkey Punch, in un'intervista inclusa nell'uscita americana del DVD Dead or Alive, ha menzionato di aver aggiunto Goemon in seguito poiché sentiva che il manga aveva bisogno di un personaggio più giapponese. In quanto tale, Goemon era principalmente basato sul personaggio Kyūzō, il maestro spadaccino del film di Akira Kurosawa I sette samurai (1954). Dal ruolo derivano il contegno severo e la lama veloce di Goemon, così come il viso allungato dell'attore Seiji Miyaguchi.

## Accoglienza
Nel 2007 la rivista Oricon ha intervistato i lettori su quali personaggi vorrebbero vedere nella propria serie, Goemon è apparso all'ottavo posto nei sondaggi delle lettrici e al settimo posto nel sondaggio combinato.
Secondo i voti di 14.000 spettatori, Goemon Ishikawa XIII compare al 37º posto nella classifica dei 50 personaggi maschili più amati dai giapponesi, tramite uno speciale trasmesso dall’emittente giapponese Fuji TV.